# Білогорський (присілок, Аургазинський район)
Білого́рський (рос. Белогорский, башк. Белогорский) — присілок у складі Аургазинського району Башкортостану, Росія. Входить до складу Бішкаїнської сільської ради.
Населення — 15 осіб (2010; 33 в 2002).
Національний склад:
- чуваші — 100%